# Clough River
Der Clough River ist ein Fluss in Cumbria, England. Der Clough River entsteht aus dem Grisedale Beck am Weiler Clough nördlich der Bahnstation Garsdale Station an der Bahnstrecke Settle–Carlisle.
Der Clough River fließt in westlicher Richtung zwischen dem Baugh Fell und dem Aye Gill Pike, von denen zahlreiche kleine Abflüsse in ihn fließen. Der Clough River mündet östlich von Sedbergh in den River Rawthey.